# Helegonatopus nikolskajae
Helegonatopus nikolskajae är en stekelart som beskrevs av Hoffer 1965. Helegonatopus nikolskajae ingår i släktet Helegonatopus och familjen sköldlussteklar. Arten är reproducerande i Sverige. Inga underarter finns listade i Catalogue of Life.